# María Félix
María de los Ángeles Félix Güereña (Albers, Sonora; 8 d'abril de 1914—Ciutat de Mèxic, 8 d'abril de 2002), més coneguda com a María Félix, va ser una actriu i cantant mexicana. És considerada una de les figures femenines més importants de l'anomenada Època d'Or del cinema mexicà. També és considerada una de les dones més belles del cinema del seu temps i un dels màxims mites eròtics del cinema de parla hispana. Amb Jorge Negrete, Pedro Armendáriz i Dolores del Río, representa les màximes figures del cinema llatinoamericà de les dècades de 1940 i 1950.
És coneguda per l'àlies de la Doña, nom que va guanyar a partir del seu personatge en el film Doña Bàrbara (1943), basat en la novel·la homònima del veneçolà Rómulo Gallegos. I també com María Bonita, gràcies a la cançó composta com a regal de noces pel seu segon marit i compositor Agustín Lara.
Va completar una trajectòria cinematogràfica que va comprendre 47 pel·lícules realitzades entre Mèxic, Espanya, França, Itàlia i l'Argentina.

## Biografia

### Infància i joventut
Era filla de Bernardo Félix Flores, militar i polític, descendent d'indis yaquis. La seva mare es deia Josefina Güereña Roses, d'ascendència basca. Va tenir dotze germans.
Va transcórrer la seva infància a Álamos i, posteriorment, la família es va mudar a Guadalajara. Molt jove encara, en 1931 es va casar amb Enrique Álvarez Alatorre (amb qui va tenir, en 1934, el seu únic fill, el també actor Enrique Álvarez Félix). Després del seu divorci va tornar a Guadalajara amb la seva família i després es va traslladar a Ciutat de Mèxic amb el seu fill Enrique. Una vegada allí, va treballar com a recepcionista en la consulta d'un cirurgià plàstic i va viure en una casa d'hostes.
Un dia, el pare del seu fill els va visitar a la capital i es va endur el nen a Guadalajara. María Félix va aconseguir recuperar la custòdia alguns anys després amb l'ajuda d'Agustín Lara.

### Carrera cinematogràfica

#### Primers anys (1942-1945)
La seva relació amb el cinema va començar per atzar. Es trobava mirant aparadors al Centre Històric de la Ciutat de Mèxic quan el director Fernando Palacios la va abordar preguntant-li si li agradaria fer cinema. Convertit en el seu pigmalió, va començar a orientar-la i a presentar-la en els cercles de cinema i li van oferir el paper estel·lar femení en El Peñón de las Ànimas, de Miguel Zacarías, on va coincidir amb l'actor i cantant Jorge Negrete. Després del rodatge, la seva fama ja no va parar de créixer.
Doña Bàrbara (1943), filmada a Veneçuela amb actors mexicans i veneçolans, va ser l'inici de les importants col·laboracions entre María Félix i Fernando de Fuentes, a les ordres de qual va filmar La mujer sin alma (1943) i La devoradora (1946). Amb aquestes cintes, es convertí en "la destructora de llars i enemiga número u de la moral familiar".

#### Internacionalització
De la mà del director Emilio Fernández Romo, va realitzar les tres pel·lícules que la consagraren internacionalment: Enamorada (1946), Río Escondido (1947) i Maclovia (1948). En Enamorada, va trobar el seu perfecte company fílmic, l'actor Pedro Armendáriz. Les cintes de María Félix amb Fernández i el seu equip (Armendáriz, el fotògraf Gabriel Figueroa, etc.) van fer la volta al món i van tenir una presència sòlida en diversos festivals de cinema internacionals. Al seu torn, atorgaren a l'actriu els seus primers Premis Ariel.
També va treballar amb Roberto Gavaldón. La seva primera col·laboració va ser en La diosa arrodillada (1947), al costat d'Arturo de Córdova. Gràcies a aquests films, la fama de l'actriu va creuar l'Atlàntic.

#### Carrera a Europa
Contractada pel productor espanyol Cesáreo González, va començar la seva aventura artística a Europa. A Mèxic solament va actuar en la cinta Doña Diabla en 1949 i no va tornar a treballar-hi fins a 1952.
A Espanya va realitzar tres pel·lícules importants: Mare nostrum (1948), Una mujer cualquiera (1950) i La noche del sábado (1950), totes tres de Rafael Gil. En 1951, va filmar la coproducció francoespanyola La corona negra, de l'argentí Luis Saslavsky, basada en un argument de Jean Cocteau. La cinta va ser filmada al Marroc.
D'Espanya va passar a Itàlia, on va realitzar Incantessimo tragico (1951) i Mesalina (1951), de Carmine Gallone, en el seu moment, la cinta més cara del cinema italià.
En 1952, María Félix va conquistar el mercat argentí gràcies a La pasión desnuda, de Luis César Amadori. En aquest mateix any va tornar a Mèxic. La seva estada al país es va basar principalment en el seu matrimoni amb Jorge Negrete, amb qui va filmar El rapto, dirigida per Emilio Fernández, i que seria l'última cinta del Charro Cantor. Després de la mort de Jorge Negrete, el 5 de desembre de 1953, l'actriu va tornar a Europa.
A França va protagonitzar La bella Otero (1954), sobre la vida de la cèlebre cortesana espanyola que havia triomfat a França a principis del segle xx, i Els Héros sont Fatigués (1955), aquesta última al costat d'Yves Montand. No obstant això, la cinta més important en aquest període va ser French Cancan (1954), de Jean Renoir, al costat de Jean Gabin. La seva última pel·lícula rodada íntegrament a Europa va ser l'espanyola Faustina, de Jose Luis Sáenz de Heredia.

#### Últim període cinematogràfic
María Félix va tornar a Mèxic en 1955, convertida ja en figura mítica del cinema. Aquest període es va caracteritzar per la realització de cintes ambientades en l'època de la Revolució Mexicana, que va començar amb La escondida (1955). En aquest film, així com en Canasta de cuentos mexicanos (1955) i Café Colón (1958), va coincidir de nou amb Pedro Armendáriz. En 1956 va protagonitzar Tizoc (1956), amb Pedro Infante, cinta que no va ser del grat de l'actriu malgrat el seu èxit internacional. Eventualment va realitzar Flor de mayo (1957), amb l'actor nord-americà Jack Palance, i els melodrames "Miércoles de ceniza" (1958) i L'estel buit (1958), aquest últim, basat en la novel·la de Luis Spota. Per compensar-la, el mateix director de Tizoc Ismael Rodríguez li va crear un vehicle genial per al seu lluïment: La cucaracha, on el director va explotar al màxim la seva forta personalitat, en portar-la a interpretar per primera vegada un personatge diferent: una soldadera, una "dona de baix". En la cinta, María Félix va treballar per única vegada amb Dolores del Río, l'altra gran diva del Cinema Mexicà. En 1959 va participar en la coproducció hispanomexicana Sonatas (1959), de Juan Antonio Bardem, així com en la producció francomexicana La fièvre munti à El Pao (Els ambiciosos), dirigida per Luis Buñuel.
En els anys 1960, la seva presència solament es va limitar a unes quantes pel·lícules, entre les quals destaca Juana Gall (1960), basada en una història real sobre la soldadera homònima de la Revolució Mexicana; La bandida (1962) i Amor y sexo (Safo '63), (1963), de Luis Alcoriza, on va realitzar un nu parcial. En 1970, va filmar La generala, de Juan Ibáñez, la seva última cinta.

#### Telenovel·les
Va realitzar la telenovel·la històrica mexicana La Constitución (1970) al costat de l'actriu María Rubio (Catalina Creel), dirigida per Ernesto Alonso. També va participar en els anys 70 en la telenovel·la Cristina produïda a Caracas per Radio Caracas Televisión.

#### Projectes a Hollywood
Gairebé des dels inicis de la seva carrera va rebre ofertes de treball a Hollywood. Pel que fa a això deia: «Mai em penediré d'haver-li dit que no a Hollywood, perquè la meva carrera a Europa s'havia orientat cap al cinema de qualitat». També va declarar en una altra ocasió: «Els papers d'índia els faig al meu país i els de reina a l'estranger».

## Filmografia
Mèxic
- 1942 - El Peñón de las almas
- 1942 - María Eugenia
- 1943 - Doña Bàrbara
- 1943 - La chinesa poblana
- 1943 - La mujer sin alma
- 1944 - La monja alférez
- 1944 - Amok
- 1945 - El monje blanco
- 1945 - Vértigo
- 1946 - La mujer de todos
- 1946 - La devoradora
- 1946 - Enamorada
- 1947 - ¡Que Dios me perdone!
- 1947 - La diosa arrodillada
- 1947 - Río Escondido
- 1948 - Maclovia /Bellesa maleïda
- 1949 - Doña Diabla
- 1953 - Camelia
- 1953 - Reportaje
- 1953 - El rapto
- 1955 - La escondida
- 1955 - Canasta de cuentos mexicanos
- 1956 - Tizo
- 1957 - Flor de mayo
- 1958 - Miércoles de ceniza
- 1958 - Cafè Colón
- 1958 - L'estel buit
- 1958 - La cucaracha
- 1960 - Juana Gall
- 1962 - La bandida
- 1962 - Si jo fos milionari /Sóc milionari
- 1963 - Amor y sexo /Safo '63
- 1965 - La Valentina
- 1970 - La generala

Espanya
- 1948 - Mare nostrum
- 1949 - Una mujer cualquiera
- 1950 - La noche del sábado
- 1951 - La corona negra
- 1956 - Faustina
- 1959 - Sonatas

França
- 1954 - French Cancan (França, Itàlia)
- 1954 - La Belle Otéro
- 1955 - Els héros sont fatigués /Els herois estan fatigats
- 1959 - La fièvre munti à El Pao/Els ambiciosos

Itàlia
- 1951 - Mesalina (Itàlia, França)
- 1951 - Incantessimo tragico

Argentina
- 1952 - La passió nua (Argentina, Espanya, Itàlia)

## Telenovel·les
- 1970 - La Constitució (Mèxic. Dir. Ernesto Alonso)
- 1970 - Cristina (Veneçuela. Aparició especial com Domenica, La Lleona)

## Premis
- 1947 - Ariel a Millor Actriu per Enamorada (1946).
- 1949 - Ariel a Millor Actriu per Rio Escondido (1947).
- 1949 - Claus de la Ciutat i Títol d'Hoste d'Honor en la l'Havana, Cuba.
- 1951 - Ariel a Millor Actriu per Doñaa Diabla (1949).
- 1958 - Premi Menorah del Club Esportiu Israelita per la panerola (1958).
- 1986 - Ariel d'Or en reconeixement de la seva carrera cinematogràfica.
- 1989 - Diosa de Plata per la seva carrera internacional com a actriu.
- 1989 - Condecoració del “Consell Consultiu” de la Ciutat de Mèxic.
- 1991 - Medalla al Mèrit Artístic de l'Associació Nacional d'Actors, als 50 anys del seu debut cinematogràfic en El peñón de las almas..
- 1992 - Medalla de la UNAM per la seva trajectòria cinematogràfica.
- 1996 - Homenatge en el “XVIII Festival Internacional de Films Dirigits Per Dones” en Créteil, França.
- 1996 - Condecoració amb l'Orde de les Arts i les Lletres en grau de Comandant; la més alta distinció, i màxim guardó, que atorga el govern de França als seus ciutadans i estrangers, per la seva tasca en la promoció de la cultura; sent María Félix la primera actriu a Amèrica Llatina a rebre-la.